# Felségjogok az Egyesült Királyságban
A felségjogok vagy királyi előjogok alatt az Egyesült Királyság kodifikálatlan alkotmánya alapján mindazon joghatóságot, kíváltságot, privilégiumot és mentelmi jogot értjük, amely a brit uralkodóhoz ("sovereign") kapcsolódik. Az uralkodó önmagában abszolút autoritást képvisel, és a brit kormány végrehajtó hatalmának a forrása.
Az előjogokat korábban az uralkodó gyakorolta saját kezdeményezésére. A 19. századtól kezdve szokásjog alapján a miniszterelnök vagy a kabinet javaslatára volt szükség, akik döntéseikért a parlamentnek voltak felelősek, hogy az uralkodó előjogával éljen. Az uralkodó alkotmány szempontjából megtartotta annak jogát, hogy a kormányfő javaslatát figyelmen kívül hagyja, de gyakorlatban csak rendkívüli helyzetben döntött így, vagy ahol nem volt elég precedensértékű körülmény.
Ma a felségjogok az Egyesült Királyság politikájában a külügyi, védelmi, valamint nemzetbiztonsági ügyekben jelennek meg. Az uralkodónak jelentős az alkotmányos súlya ezekben az ügyekben, de döntési szabadsága meglehetősen korlátozott, ugyanis e jogkörök valójában a miniszterelnök és más miniszterek vagy kormányzati tisztségviselők kezében vannak.

## Felségjogok

### Felségjogok a törvényhozásban

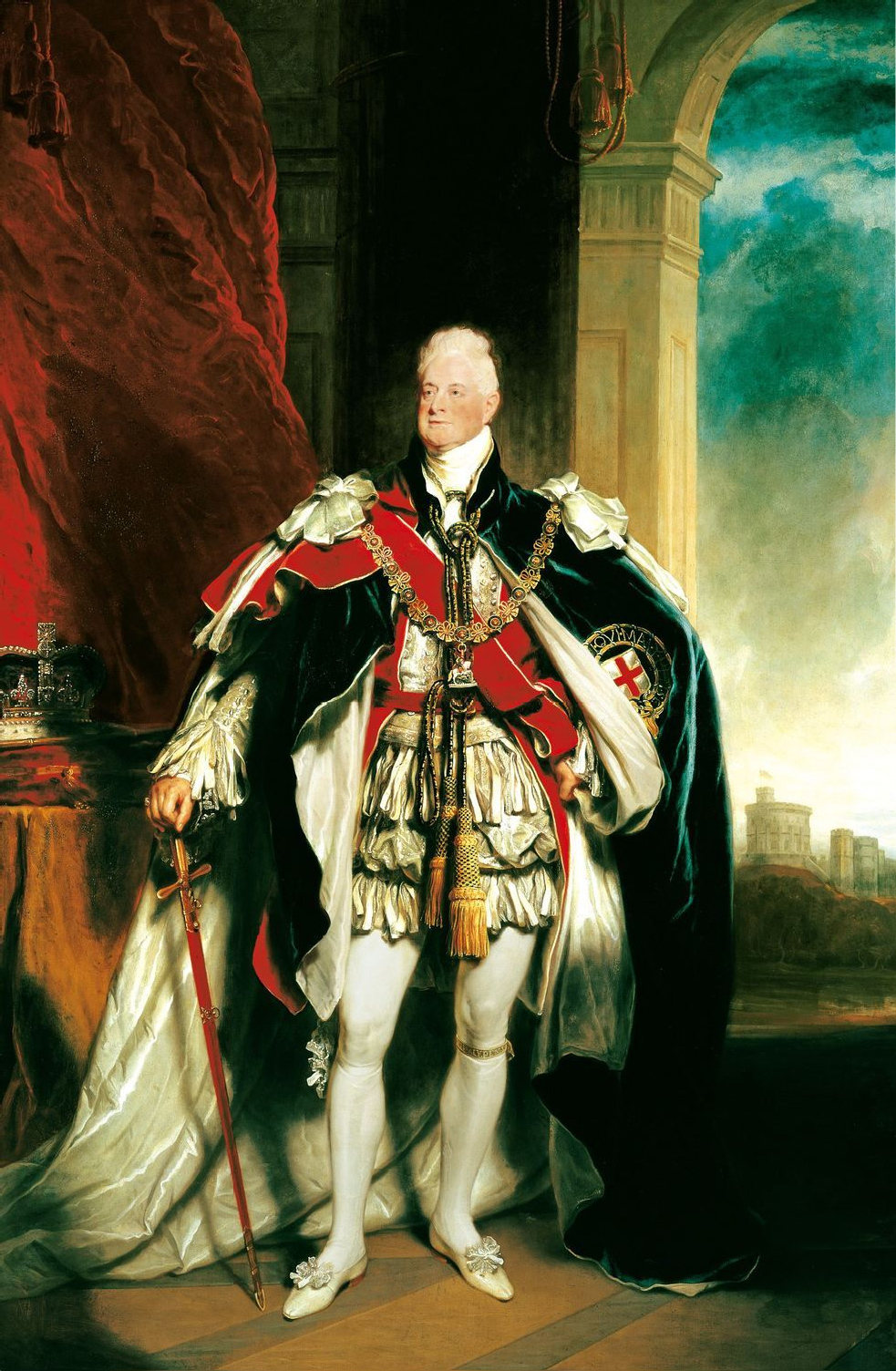
IV. Vilmos, az utolsó uralkodó, aki felségjog alapján önkényesen feloszlatta a Parlamentet

Az uralkodó egyik történelmi előjoga a Parlament feloszlatása volt, amely talán az a jogkör volt, amelyet az uralkodó önmaga belátása szerint gyakorolhatott, és amely a legnagyobb vitapontot jelentette az alkotmány értelmezésénél. Ezt az előjogot általában a Parlament és a miniszterelnök kérésére gyakorolta, saját belátása szerint vagy bizalmatlansági indítvány következtében. Az alkotmányelméleti szakemberek véleménye eltérő volt arról, hogy lehetséges-e a Parlament egyoldalú feloszlatása manapság. Sir Ivor Jennings azt írta, hogy a feloszlatás magában foglalja a "miniszterek beleegyezését", és ennélfogva az uralkodó nem oszthatja fel a Parlamentet miniszteri beleegyezés nélkül. "Ha a miniszterek nem hajlandók ilyen tanácsokat adni, akkor  nem tehet többet, mint elbocsátja őket". A.V. Dicey azonban úgy vélte, hogy bizonyos szélsőséges körülmények között az uralkodó egyedül is feloszlathatja a Parlamentet, azzal a feltétellel, ha "olyan alkalom adódott, amikor jó oka van az uralkodónak feltételezni, hogy a Parlament nem a választókat képviseli".
Az uralkodó másik fontos előjoga a törvények szentesítése (Royal Assent), ami a törvények hatálybalépésének utolsó mozzanata. Anna brit királynő volt az utolsó, aki megtagadta egy Parlament által elfogadott törvény szentesítését, azaz élt vétójogával. Az uralkodó gyakorlatban nem akadályozza a törvényhozási folyamatot.

### Felségjogok a végrehajtó hatalom terén
A miniszterelnök kinevezését elméletileg szintén királyi előjog szabályozza. Elvileg az uralkodó kinevezhet miniszterelnöknek bárkit, de a gyakorlatban az a személy kerül kinevezésre, aki a legalkalmasabbnak bizonyul az alsóház többségének irányítására. Általában ez annak a politikai pártnak a vezetője, amelyet a parlamenti választások után úgy választanak be a Parlamentbe, hogy parlamenti többsége van. Nehézségek adódhatnak azzal a parlamenttel, amelyben egyetlen pártnak sincsen többségi támogatása, ahogy legutóbb 2017-ben fordult elő.
Ebben a helyzetben alkotmányos konvenció szerint az előző hivatalban lévőnek első joga van koalíciós kormányt alakítani és kinevezést kérni. Ha a miniszterelnök a parlamenti ülés közepén nyugdíjazása mellett dönt, akkor ha nincs egyértelmű "várakozó miniszterelnök" (pl. Neville Chamberlain 1937-ben vagy Anthony Eden 1955-ben) az uralkodónak elvileg utódot kell választania (miután megfelelő tanácsokat vett, nem feltétlenül a leköszönő miniszterelnöktől), de az utolsó uralkodó, aki aktívan részt vett egy ilyen folyamatban, V. György volt, aki Stanley Baldwint nevezte ki Lord Curzon helyett 1923-ban. A modernebb időkben az uralkodó az érintett politikusokra bízta, hogy privát konzultációk útján válasszanak utódot (Winston Churchill 1940 májusában, Harold Macmillan 1957 januárjában, Alec Douglas-Home 1963 októberében). Manapság az uralkodónak nincs mérlegelési jogköre, mivel a kormánypárt új vezetőt választ, akit majdnem automatikusan kineveznek, amikor az alsóház többségének támogatását bírja (legutóbb Theresa May 2016-ban vagy Boris Johnson 2019-ben).
A végrehajtó hatalomhoz tartozó felségjog továbbá a nemzetközi törvények ratifikálása, amelyet a 2010-es alkotmányreform megszüntetett, valamint ezekhez tartozik máig a hadiállapot kinyilvánítása. Ezeket a jogköröket az uralkodó kizárólag a miniszterelnök vagy a kabinet javaslatára gyakorolta.

### Felségjogok a bírói hatalom terén
A bírói hatalmat leginkább érintő felségjog a kegyelem joga, amelynek két eleme van: a kegyelem és a nolle prosequi megadása. A kegyelmek kiküszöbölhetik a "fájdalmakat, büntetéseket" a büntetőítéletből, bár maguk nem távolítják el az ítéleteket. Ezt a hatáskört általában a belügyminiszter tanácsára gyakorolják; az uralkodónak nincs közvetlen szerepe a használatában. A nolle prosequi  megadását Anglia és Wales legfőbb ügyésze (vagy annak megfelelője Skóciában vagy Észak-Írországban) végzi a korona nevében, hogy az egyén ellen bírósági eljárást leállítson. Ezt a bíróságok nem vizsgálhatják felül, amint az egyik ilyen eset megerősítette, és ez nem számít felmentésnek; az alperest később ugyanazon vád alapján bíróság elé állíthatják.

## Fordítás
Ez a szócikk részben vagy egészben  a   Royal prerogative in the United Kingdom című angol Wikipédia-szócikk ezen változatának fordításán alapul.  Az eredeti cikk szerkesztőit annak laptörténete sorolja fel. Ez a jelzés csupán a megfogalmazás eredetét és a szerzői jogokat jelzi, nem szolgál a cikkben szereplő információk forrásmegjelöléseként.